# Monaeses paradoxus
Monaeses paradoxus là một loài nhện trong họ Thomisidae.
Loài này thuộc chi Monaeses. Monaeses paradoxus được Hippolyte Lucas miêu tả năm 1846.